# جامعة لا تروب
جامعة لا تروب (بالإنجليزية: La Trobe University)‏ وهي جامعة عامة أسترالية، تعتبر أكبر جامعة حضرية في البلد، تقع في مدينة ملبورن في أستراليا، تأسست هذه الجامعة في سنة 1964، وفي هذه الجامعة أقسام عدة من الفنون و إنسانيات والتجارة والعلوم والاجتماع والهندسة والحقوق والصحة وعلم النفس وغيرها من الأقسام.